# Ikimono no kiroku
Ikimono no kiroku este un film japonez din 1955, regizat de Akira Kurosawa.